# Metepeira rectangula
Metepeira rectangula là một loài nhện trong họ Araneidae.
Loài này thuộc chi Metepeira. Metepeira rectangula được Hercule Nicolet miêu tả năm 1849.